# Capitano d'armi
Il capitano d'armi è il sottufficiale che, a bordo delle navi passeggeri di bandiera italiana, direttamente dipendente dal comandante in seconda o dal primo ufficiale di coperta, è addetto alla tutela della disciplina, dell'ordine e della polizia a bordo.

## Ruolo gerarchico
È gerarchicamente posto nel livello di secondo nostromo. Per la peculiarità del suo incarico e per l'ufficialità della sua funzione a bordo, opera sotto l'esclusivo controllo del comandante in seconda (o del primo ufficiale di coperta sulle navi a bordo delle quali il comandante in seconda non è previsto).

## Competenze e funzioni
Quale delegato dal comando di bordo, opera per la prevenzione e per l'eventuale repressione delle attività che possono essere intraprese a danno della nave, del proprio armatore, di terzi partecipanti alla spedizione, dei passeggeri e dei componenti l'equipaggio. Tra queste attività: le infrazioni contrattuali come l'astensione arbitraria dal lavoro, i ritardi o le ingiustificate assenze nel corso dell'espletamento di alcuni servizi di bordo, l'imbarco e il trasporto non autorizzato di merci e di colli privati, infrazioni disciplinari riguardanti la buona condotta e il rispetto dei contenuti di cui al "Regolamento di bordo".
Compito del capitano d'armi è inoltre prevenire e reprimere reati d'ogni genere, come: l'ubriachezza molesta; l'ubriachezza relativamente ai contenuti dell'art. 1120 del Codice della navigazione; il furto; il contrabbando; gli atti vandalici; la detenzione, lo spaccio, il consumo o il trasporto di stupefacenti; la detenzione o il traffico di armi e di esplosivi.
In alcuni momenti ed a fronte di particolari necessità, previo autorizzazione del comando di bordo, può avvalersi della collaborazione di comuni di coperta e macchina di sua fiducia per le azioni da intraprendere a tutela dell'ordine.
All'arrivo ed alla partenza della nave, coordina le manovre di messa in opera, di dismessa e di rassetto delle scale reali, delle scale di banda e degli scalandroni, inoltre coordina il personale addetto all'apertura ed alla chiusura della portelleria di murata, quali portellini per l'imbarco di provviste, portellini per l'imbarco e lo sbarco del pilota, portelloni di murata per le scale di accesso a bordo dal piano di calata.

## Segni distintivi
I galloncini distintivi di grado per questa funzione, saranno formati da: controspalline a fondo nero con doppio binario in galloncino di oro da 8 mm.  sormontato dall'Emblema della Repubblica Italiana ricamata in canutiglia in oro.
Il ruolo del capitano d'armi, chiamato in inglese master at arms, sulle navi è ritenuto, sia da parte degli equipaggi che da parte dei passeggeri,  un ruolo di notevole prestigio.